# 한국조리과학고등학교
한국조리과학고등학교(韓國調理科學高等學校)는 대한민국 경기도 시흥시 과림동에 있는 사립 고등학교이다.

## 학교 연혁
- 1989년 10월 30일 : 학교법인 복음아성학원 설립
- 1998년 10월 27일 : 성택조리과학고등학교 인가
- 1999년 3월 1일 : 초대 진태홍 교장 취임
- 1999년 3월 2일 : 제1회 입학식 (81명)
- 2001년 3월 1일 : 한국조리과학고등학교로 교명 변경
- 2002년 2월 15일 : 제1회 졸업식 (남 47명, 여 34명)
- 2016년 11월 10일 : 제4대 박동규 교장 취임
- 2023년 1월 5일 : 제22회 졸업식(남 96명, 여 146명 총 242명, 누적 4,875명)
- 2023년 3월 2일 : 제25회 입학식(남 88명, 여 133명 총 221명)

## 설치 학과
- 조리과

## 참고 자료
- 한국조리과학고등학교 - 한국교육학술정보원 학교알리미